# HD 42054
HD 42054，又名CD-34 2655，SAO 196503、HR 2170，是一颗恒星，视星等为5.83，位于銀經240.83，銀緯-23.48，其B1900.0坐标为赤經6h 3m 27.4s，赤緯-34° -23.48′ 57″。